# Duy Beni
Duy Beni è un serial televisivo drammatico turco composto da 20 puntate, trasmesso su Star TV dal 7 luglio al 17 novembre 2022.

## Trama
Ekim Güleryüz vive una vita felice e spensierata, mentre la sua migliore amica Leyla Ertener sogna di entrare nella scuola d'élite locale. Tuttavia, una tragedia inaspettata riserva ad entrambe un destino diverso.

## Episodi
| Stagione       | Episodi | Prima TV Turchia | Prima TV Italia |
| -------------- | ------- | ---------------- | --------------- |
| Prima stagione | 20      | 2022             | inedita         |

## Personaggi e interpreti
- Selim Bender (episodi 1-12), interpretato da Berk Hakman.
- Bahar Aydın (episodi 1-11), interpretato da Ege Kökenli.
- Ekim Güleryüz (episodi 1-20), interpretata da Rabia Soytürk.
- Kanat Günay (episodi 1-20), interpretato da Caner Topçu.
- Melisa Gerçek (episodi 1-20), interpretata da Sümeyye Aydoğan.
- Leyla Ertener (episodi 1-20), interpretata da Helin Kandemir.
- Aziz Günay (episodi 1-20), interpretato da Burak Can.
- Fikret Tosun (episodi 1-16), interpretato da Durul Bazan.
- Rıza Günay (episodi 1-19), interpretato da Murat Daltaban.
- Bekir Kaplan (episodi 1-20), interpretato da Taha Bora Elkoca.
- Neşe Güleryüz (episodi 1-20), interpretata da Feride Çetin.
- Halil Kaplan (episodi 1-20), interpretato da Aytaç Uşun.
- Ozan Yılmaz (episodi 1-20), interpretato da Utku Coşkun.
- Ayşe Karaca (episodi 1-20), interpretata da Gökçe Güneş Doğrusöz.
- Hazal Demir (episodi 1-20), interpretata da Meltem Akçöl.
- Suna Günay (episodi 1-20), interpretata da Yeliz Akkaya.
- Hatice Karaca (episodi 1-20), interpretata da Elif Çakman.
- Sedat Karaca (episodi 1-20), interpretato da Bedir Bedir.
- Dağhan Kara (episodi 1-20), interpretato da İbrahim Yıldız.
- Selçuk (episodi 1-20), interpretato da Hamdi Alp.
- Süleyman Gerçek (episodi 1-20), interpretato da Alper Atak.
- Ece Ay (episodi 1-20), interpretata da Dilara Sümbül.
- Naz Duru (episodi 1-20), interpretata da Jasmin Berkiş.
- Ceyda Astan (episodi 1-20), interpretata da Sena Gençtürk.
- Emine Sakan (episodi 1-20), interpretata da Cemre Özşişman.
- Orjinal (episodi 1-20), interpretato da İzzet Yüksek.
- Şükran Ertener (episodi 1-20), interpretato da Bedia Ener.
- Derviş Demir (episodi 13-18), interpretato da Ufuk Özkan.
- Ateş Atahanlı (episodi 13-20), interpretato da Miro Gerede Erkaya.
- Berkay Gaye Türkmen (episodi 17-19), interpretata da Tuğba Uluay.

## Produzione
La serie è diretta da Ali Balcı, scritta da Makbule Kosif, Zafer Özer Çetinel, Gülsev Karagöz, Okan Başar Bahar, Burcu Tatlıses, Arzu Bıçakçı, Feraye Gizem Kurt, Görkem Tüzün, İlayda Çelik Tez, Caner Güler, Meriç Demiray e Cüneyt Bolak e prodotta da Süreç Film.

### Riprese
Le riprese sono state effettuate presso l'Università Altınbaş e nel campus di Mahmutbey situati nel distretto di Bağcılar di Istanbul, mentre altre scene sono state girate a Beşiktaş, Galata, Seyrantepe e Kağıthane. Le scene di sparatorie sono state girate nei quartieri di Fatih, Samatya e Beykoz.